# Sandro Schwarz
Sandro Schwarz (Magonza, 17 ottobre 1978) è un allenatore di calcio ed ex calciatore tedesco, di ruolo centrocampista, tecnico dei N.Y. Red Bulls.

## Carriera

### Giocatore
Cresciuto nelle giovanili del Magonza, debutta in prima squadra nel 1998. In sei stagioni colleziona 100 presenze condite da due reti.
Nella stagione 2004-2005 gioca per il Rot-Weiss Essen.
Nel 2005 viene acquistato dal Wehen Wiesbaden dove, in 4 stagioni, colleziona 101 presenze e due reti.

### Allenatore
Nel luglio del 2017 è diventato il nuovo allenatore del Magonza in Bundesliga. In due stagioni porta la squadra a raggiungere un quattordicesimo e un dodicesimo posto.
Nel 2020 viene assunto dal club moscovita del Dinamo Mosca, con cui ottiene un settimo posto e un terzo posto oltre alla finale di Coppa Nazionale.
Nel giugno 2022 lascia il club e torna in Germania firmando con l'Hertha Berlino; viene esonerato  nell’aprile del 2023 con la squadra ultima in Bundesliga con 22 punti. Il 14 dicembre 2023 viene nominato allenatore dei New York Red Bulls.

### Statistiche da allenatore
| Stagione                 | Squadra                  | Campionato               | Campionato | Campionato | Campionato | Campionato | Coppe nazionali | Coppe nazionali | Coppe nazionali | Coppe nazionali | Coppe nazionali | Coppe continentali | Coppe continentali | Coppe continentali | Coppe continentali | Coppe continentali | Altre coppe | Altre coppe | Altre coppe | Altre coppe | Altre coppe | Totale | Totale | Totale | Totale | % Vittorie | Piazzamento     |
| Stagione                 | Squadra                  | Comp                     | G          | V          | N          | P          | Comp            | G               | V               | N               | P               | Comp               | G                  | V                  | N                  | P                  | Comp        | G           | V           | N           | P           | G      | V      | N      | P      | %          | Piazzamento     |
| ------------------------ | ------------------------ | ------------------------ | ---------- | ---------- | ---------- | ---------- | --------------- | --------------- | --------------- | --------------- | --------------- | ------------------ | ------------------ | ------------------ | ------------------ | ------------------ | ----------- | ----------- | ----------- | ----------- | ----------- | ------ | ------ | ------ | ------ | ---------- | --------------- |
| apr.-mag. 2009           | Wehen Wiesbaden          | 2.BL                     | 9          | 2          | 4          | 3          | CG              | -               | -               | -               | -               | -                  | -                  | -                  | -                  | -                  | -           | -           | -           | -           | -           | 9      | 2      | 4      | 3      | 22,22      | Sub, 18° (ret.) |
| 2011-2012                | Eschborn                 | OL                       | 34         | 24         | 5          | 5          | -               | -               | -               | -               | -               | -                  | -                  | -                  | -                  | -                  | -           | -           | -           | -           | -           | 34     | 24     | 5      | 5      | 70,59      | 1° (prom.)      |
| 2012-2013                | Eschborn                 | RL                       | 36         | 10         | 10         | 16         | -               | -               | -               | -               | -               | -                  | -                  | -                  | -                  | -                  | -           | -           | -           | -           | -           | 36     | 10     | 10     | 16     | 27,78      | 16° (ret.)      |
| Totale Eschborn          | Totale Eschborn          | Totale Eschborn          | 70         | 34         | 15         | 21         |                 | -               | -               | -               | -               |                    | -                  | -                  | -                  | -                  |             | -           | -           | -           | -           | 70     | 34     | 15     | 21     | 48,57      |                 |
| feb.-mag. 2015           | Magonza II               | 3.L                      | 14         | 5          | 5          | 4          | -               | -               | -               | -               | -               | -                  | -                  | -                  | -                  | -                  | -           | -           | -           | -           | -           | 14     | 5      | 5      | 4      | 35,71      | Sub, 16°        |
| 2015-2016                | Magonza II               | 3.L                      | 38         | 12         | 12         | 14         | -               | -               | -               | -               | -               | -                  | -                  | -                  | -                  | -                  | -           | -           | -           | -           | -           | 38     | 12     | 12     | 14     | 31,58      | 12°             |
| 2016-2017                | Magonza II               | 3.L                      | 38         | 11         | 7          | 20         | -               | -               | -               | -               | -               | -                  | -                  | -                  | -                  | -                  | -           | -           | -           | -           | -           | 38     | 11     | 7      | 20     | 28,95      | 19° (ret.)      |
| Totale Magonza II        | Totale Magonza II        | Totale Magonza II        | 90         | 28         | 24         | 38         |                 | -               | -               | -               | -               |                    | -                  | -                  | -                  | -                  |             | -           | -           | -           | -           | 90     | 28     | 24     | 38     | 31,11      |                 |
| 2017-2018                | Magonza                  | BL                       | 34         | 9          | 9          | 16         | CG              | 4               | 3               | 0               | 1               | -                  | -                  | -                  | -                  | -                  | -           | -           | -           | -           | -           | 38     | 12     | 9      | 17     | 31,58      | 14°             |
| 2018-2019                | Magonza                  | BL                       | 34         | 12         | 7          | 15         | CG              | 2               | 1               | 0               | 1               | -                  | -                  | -                  | -                  | -                  | -           | -           | -           | -           | -           | 36     | 13     | 7      | 16     | 36,11      | 12°             |
| ago.-nov. 2019           | Magonza                  | BL                       | 10         | 2          | 0          | 8          | CG              | 1               | 0               | 0               | 1               | -                  | -                  | -                  | -                  | -                  | -           | -           | -           | -           | -           | 11     | 2      | 0      | 9      | 18,18      | Eson            |
| Totale Magonza           | Totale Magonza           | Totale Magonza           | 78         | 23         | 16         | 39         |                 | 7               | 4               | 0               | 3               |                    | -                  | -                  | -                  | -                  |             | -           | -           | -           | -           | 85     | 27     | 16     | 42     | 31,76      |                 |
| ott. 2020-2021           | Dinamo Mosca             | PL                       | 19         | 10         | 3          | 6          | KR              | 2               | 1               | 0               | 1               | -                  | -                  | -                  | -                  | -                  | -           | -           | -           | -           | -           | 21     | 11     | 3      | 7      | 52,38      | Sub, 7°         |
| 2021-2022                | Dinamo Mosca             | PL                       | 30         | 16         | 5          | 9          | KR              | 6               | 4               | 1               | 1               | -                  | -                  | -                  | -                  | -                  | -           | -           | -           | -           | -           | 36     | 20     | 6      | 10     | 55,56      | 3°              |
| Totale Dinamo Mosca      | Totale Dinamo Mosca      | Totale Dinamo Mosca      | 49         | 26         | 8          | 15         |                 | 8               | 5               | 1               | 2               |                    | -                  | -                  | -                  | -                  |             | -           | -           | -           | -           | 57     | 31     | 9      | 17     | 54,39      |                 |
| 2022-apr. 2023           | Hertha Berlino           | BL                       | 28         | 5          | 7          | 16         | CG              | 1               | 0               | 1               | 0               | -                  | -                  | -                  | -                  | -                  | -           | -           | -           | -           | -           | 29     | 5      | 8      | 16     | 17,24      | Eson            |
| 2024                     | N.Y. Red Bulls           | MLS                      | 34+5       | 11+3       | 14+1       | 9+1        | -               | -               | -               | -               | -               | -                  | -                  | -                  | -                  | -                  | LC          | 2           | 0           | 2           | 0           | 41     | 14     | 17     | 10     | 34,15      | 16°             |
| 2025                     | N.Y. Red Bulls           | MLS                      | 12         | 5          | 3          | 4          | USOC            | 1               | 1               | 0               | 0               | -                  | -                  | -                  | -                  | -                  | LC          | -           | -           | -           | -           | 13     | 6      | 3      | 4      | 46,15      |                 |
| Toale New York Red Bulls | Toale New York Red Bulls | Toale New York Red Bulls | 46+5       | 16+3       | 17+1       | 13+1       |                 | 1               | 1               | 0               | 0               |                    | -                  | -                  | -                  | -                  |             | 2           | 0           | 2           | 0           | 54     | 20     | 20     | 14     | 37,04      |                 |
| Toale carriera           | Toale carriera           | Toale carriera           | 375        | 137        | 92         | 176        |                 | 17              | 10              | 2               | 5               |                    | -                  | -                  | -                  | -                  |             | 2           | 0           | 2           | 0           | 394    | 147    | 96     | 151    | 37,31      |                 |

## Palmarès

### Giocatore

#### Competizioni nazionali
- Fußball-Regionalliga: 1

Wehen Wiesbaden: 2006-2007 (Regionalliga Sud)